# Lijst van rijksmonumenten in Maastricht/Wolfstraat
Een overzicht van de 21 rijksmonumenten in de stad Maastricht gelegen aan of bij de Wolfstraat.
| Object                                                                                                 | Oorspronkelijke functie? | Bouwjaar              | Architect | Locatie       | Coördinaten?                  | Nr.?  | Afbeelding        |
| --- | ------------------------ | --------------------- | --------- | ------------- | ----------------------------- | ----- | ----------------- |
| Huis met lijstgevel.                                                                                   | Gebouw                   | 18e eeuw              |           | Wolfstraat 3  | 50° 50' 56" NB, 5° 41' 34" OL | 27736 | Upload foto       |
| Huis met lijstgevel.                                                                                   | Woonhuis                 | 18e eeuw              |           | Wolfstraat 5  | 50° 50' 56" NB, 5° 41' 34" OL | 27737 | Meer afbeeldingen |
| Huis met lijstgevel, geleed door horizontale profiellijsten.                                           | Woonhuis                 | eerste helft 18e eeuw |           | Wolfstraat 6  | 50° 50' 56" NB, 5° 41' 33" OL | 27738 | Meer afbeeldingen |
| Huis met lijstgevel.                                                                                   | Woonhuis                 |                       |           | Wolfstraat 7  | 50° 50' 56" NB, 5° 41' 34" OL | 27739 | Meer afbeeldingen |
| Huis met vijf vensterassen brede achttiende-eeuwse lijstgevel, geleed door horizontale profiellijsten. | Gebouw                   | 18e eeuw              |           | Wolfstraat 8  | 50° 50' 56" NB, 5° 41' 33" OL | 27740 | Meer afbeeldingen |
| Huis met monumentale lijstgevel van Naamse steen.                                                      | Woonhuis                 | 1700-1800             |           | Wolfstraat 9  | 50° 50' 56" NB, 5° 41' 34" OL | 27741 | Meer afbeeldingen |
| Huis met lijstgevel.                                                                                   | Gebouw                   | eerste helft 18e eeuw |           | Wolfstraat 10 | 50° 50' 55" NB, 5° 41' 33" OL | 27742 | Meer afbeeldingen |
| Huis met eenvoudige lijstgevel.                                                                        | Gebouw                   | 19e eeuw              |           | Wolfstraat 11 | 50° 50' 55" NB, 5° 41' 34" OL | 27743 | Meer afbeeldingen |
| Huis met lijstgevel.                                                                                   | Woonhuis                 | 18e eeuw              |           | Wolfstraat 12 | 50° 50' 55" NB, 5° 41' 33" OL | 27744 | Meer afbeeldingen |
| Huis met lijstgevel.                                                                                   | Gebouw                   | 17e eeuw              |           | Wolfstraat 13 | 50° 50' 55" NB, 5° 41' 34" OL | 27745 | Meer afbeeldingen |
| Huis met lijstgevel.                                                                                   | Woonhuis                 | 18e eeuw              |           | Wolfstraat 14 | 50° 50' 55" NB, 5° 41' 33" OL | 27746 | Meer afbeeldingen |
| Huis met lijstgevel.                                                                                   | Woonhuis                 | 18e eeuw              |           | Wolfstraat 16 | 50° 50' 55" NB, 5° 41' 33" OL | 27747 | Meer afbeeldingen |
| Huis met brede flauw geknikte lijstgevel.                                                              | Gebouw                   | 18e eeuw              |           | Wolfstraat 17 | 50° 50' 55" NB, 5° 41' 34" OL | 27748 | Meer afbeeldingen |
| Huis met rijk gebeeldhouwde lijstgevel van Naamse steen.                                               | Woonhuis                 | derde kwart 18e eeuw  |           | Wolfstraat 18 | 50° 50' 54" NB, 5° 41' 33" OL | 27749 | Meer afbeeldingen |
| Huis met lijstgevel.                                                                                   | Woonhuis                 | 18e eeuw              |           | Wolfstraat 20 | 50° 50' 54" NB, 5° 41' 33" OL | 27750 | Meer afbeeldingen |
| Huis met lijstgevel.                                                                                   | Gebouw                   | 18e eeuw              |           | Wolfstraat 22 | 50° 50' 54" NB, 5° 41' 33" OL | 27751 | Meer afbeeldingen |
| Huis met lijstgevel.                                                                                   | Woonhuis                 | 18e eeuw              |           | Wolfstraat 24 | 50° 50' 54" NB, 5° 41' 33" OL | 27752 | Meer afbeeldingen |
| Huis met lijstgevel.                                                                                   | Woonhuis                 | 18e eeuw              |           | Wolfstraat 26 | 50° 50' 54" NB, 5° 41' 33" OL | 27753 | Meer afbeeldingen |
| Huis met lijstgevel.                                                                                   | Gebouw                   | 18e eeuw              |           | Wolfstraat 27 | 50° 50' 54" NB, 5° 41' 33" OL | 27754 | Meer afbeeldingen |
| Huis met gepleisterde lijstgevel.                                                                      | Woonhuis                 | 18e eeuw              |           | Wolfstraat 32 | 50° 50' 53" NB, 5° 41' 33" OL | 27755 | Meer afbeeldingen |
| Huis met lijstgevel.                                                                                   | Woonhuis                 | eerste helft 18e eeuw |           | Wolfstraat 33 | 50° 50' 54" NB, 5° 41' 34" OL | 27756 | Meer afbeeldingen |